# Saison 2 de Dead Zone
Chronologie
Saison 1 Saison 3
Cet article présente le guide de la deuxième saison du feuilleton télévisé Dead Zone.

## Diffusion
Aux États-Unis, la saison a été diffusée entre le 5 janvier 2003 et le 6 avril 2003 pour la première partie puis du 6 juillet 2003 au 17 août 2003 pour la fin de saison sur USA Network.
En France, elle a été diffusée à la suite de la saison 1 entre le 7 février 2004 et le 10 avril 2004 sur M6 dans La Trilogie du samedi.

## Épisodes

### Épisode 1:Le Prophète
- États-Unis : 5 janvier 2003 sur USA Network
- France : 7 février 2004 sur M6

### Épisode 2:Ombres…:1repartie
- États-Unis : 12 janvier 2003 sur USA Network
- France : 14 février 2004 sur M6

### Épisode 3:…Et la lumière:2epartie
- États-Unis : 19 janvier 2003 sur USA Network
- France : 14 février 2004 sur M6

### Épisode 4:Le Sauveur
- États-Unis : 2 février 2003 sur USA Network
- France : 21 février 2004 sur M6

### Épisode 5:Urgence
- États-Unis : 9 février 2003 sur USA Network
- France : 21 février 2004 sur M6

### Épisode 6:La Vérité
- États-Unis : 16 février 2003 sur USA Network
- France : 28 février 2004 sur M6

### Épisode 7:Prisonnier
- États-Unis : 23 février 2003 sur USA Network
- France : 28 février 2004 sur M6

### Épisode 8:La Chute
- États-Unis : 2 mars 2003 sur USA Network
- France : 6 mars 2004 sur M6

### Épisode 9:Identités
- États-Unis : 9 mars 2003 sur USA Network
- France : 6 mars 2004 sur M6

### Épisode 10:Nina
- États-Unis : 16 mars 2003 sur USA Network
- France : 13 mars 2004 sur M6

### Épisode 11:Destinées
- États-Unis : 30 mars 2003 sur USA Network
- France : 13 mars 2004 sur M6

### Épisode 12:L'Ange
- États-Unis : 6 avril 2003 sur USA Network
- France : 20 mars 2004 sur M6

### Épisode 13:Tornade
- États-Unis : 6 juillet 2003 sur USA Network[1]
- France : 20 mars 2004 sur M6

### Épisode 14:L'Épidémie
- États-Unis : 13 juillet 2003 sur USA Network
- France : 27 mars 2004 sur M6

### Épisode 15:En abyme
- États-Unis : 20 juillet 2003 sur USA Network
- France : 27 mars 2004 sur M6

### Épisode 16:La Cible
- États-Unis : 27 juillet 2003 sur USA Network
- France : 3 avril 2004 sur M6

### Épisode 17:Le Guide
- États-Unis : 3 août 2003 sur USA Network
- France : 3 avril 2004 sur M6

### Épisode 18:Le Combat
- États-Unis : 10 août 2003 sur USA Network
- France : 10 avril 2004 sur M6

### Épisode 19:L'Apocalypse
- États-Unis : 17 août 2003 sur USA Network
- France : 10 avril 2004 sur M6